# Crocidura wuchihensis
Crocidura wuchihensis — вид ссавців родини Soricidae, що походить із Китаю та В'єтнаму. У МСОП недостатньо даних для оцінки рівня популяції та її тенденції.

## Поширення і середовище проживання
Землерийка з острова Хайнань відома з острова Хайнань у Китаї та з північного В'єтнаму, де вона присутня на горі Тай Кон Лінь II у провінції Ха Джанг. Точний ступінь його поширення невідомий, але він був виявлений у лісах на висоті від 1300 до 1500 м.